# 徳島青年師範学校
| 徳島青年師範学校 （徳島青師） | 徳島青年師範学校 （徳島青師） |
| ----------------------------- | ----------------------------- |
| 創立                          | 1944年                        |
| 所在地                        | 徳島県撫養町 （現・鳴門市）   |
| 初代校長                      | 古川清八                      |
| 廃止                          | 1951年                        |
| 後身校                        | 徳島大学                      |
| 同窓会                        |                               |

徳島青年師範学校 （とくしませいねんしはんがっこう） は、1944年 （昭和19年） に設立された青年師範学校である。

## 概要
- 1922年 （大正11年） 設立の徳島県立実業補習学校教員養成所を起源とする。
- 1944年、徳島県立青年学校教員養成所 （1935年設立） が国に移管されて徳島青年師範学校となった。
- 第二次世界大戦後の学制改革により、新制徳島大学学芸学部 （現・総合科学部、教員養成課程は鳴門教育大学） の母体の一つとなった。

## 沿革
- 1922年3月： 徳島県立農業学校 （現・県立城西高等学校） に徳島県立実業補習学校教員養成所を附設。
  - 名東郡加茂名町大字東名東村 （現・徳島市鮎喰町） に所在。初代所長： 柏井徳一 （兼任）。
  - 修業年限1年。入学資格は農業学校卒業者、師範学校卒業後教職経験者 （2年以上）、小学校正教員免許を持つ者。
- 1933年4月： 2年制に延長。
- 1935年4月： 徳島県立青年学校教員養成所と改称。
  - 初代所長： 掛飛辨作。
- 1940年7月： 青年学校教員養成所独立期成会発足。
- 1941年5月： 3年制に延長 （同年6月、2年制に復し、講習科を設置）。
- 1942年4月： 女子部を設置。
  - 市立加茂名国民学校校舎を借用 （現・庄町5丁目に所在）。
- 1942年5月： 徳島市南二軒屋町西開 （現・城南町3丁目） の市立園芸青年学校に移転し、同校を附属校化。
  - 現・徳島市立八万中学校所在地。
- 1943年10月： 男子寮 「敬進寮」 を新築 （現・城南町1丁目に所在）。
- 1944年4月1日： 官立移管され徳島青年師範学校となる （本科3年制）。
  - 女子部は元・敬進寮に移転。
  - 初代校長： 古川清八 （前・山口県立青年学校教員養成所所長）。
- 1944年8月： 板野郡撫養町南浜 （現・鳴門市撫養町南浜） の旧・撫養商業学校校舎に移転。
- 1949年5月31日： 新制徳島大学発足。
  - 徳島師範学校と共に学芸学部の母体として包括された。
  - 徳島青年師範学校校地には学芸学部鳴門分教場が設置された。
- 1950年12月： 徳島市常三島 （現・南常三島） の学芸学部本校に移転。
  - 鳴門分教場校舎は鳴門市に譲渡された。
- 1951年3月： 徳島大学徳島青年師範学校 （旧制）、廃止。

## 校地
徳島青年師範学校は、前身の徳島県立青年学校教員養成所から引き継いだ徳島市南二軒屋町西開 （現・城南町3丁目） の校地で発足したが、1944年8月、板野郡撫養町南浜 （現・鳴門市撫養町南浜） にあった撫養商業学校 （戦時措置で募集停止。現・徳島県立鳴門第一高等学校の前身の一つ） の校舎の提供を受け移転した。鳴門校地は後身の新制徳島大学学芸学部に引き継がれ鳴門分教場となったが、1950年12月に徳島市常三島 （現・南常三島） の学芸学部本校に統合され、廃止となった。旧校舎は鳴門市に譲渡された。

## 関連書籍
- 徳島大学50年史編集委員会（編）　『徳島大学五十年史』　徳島大学50年史編集委員会、2000年6月、20頁-21頁。
- 徳島市史編さん室（編）　『徳島市史 : 第4巻 教育編・文化編』　徳島市教育委員会、1993年10月、518頁-523頁。